# Dolichiscus spinosetosus
Dolichiscus spinosetosus är en kräftdjursart som beskrevs av Brandt 1999. Dolichiscus spinosetosus ingår i släktet Dolichiscus och familjen Austrarcturellidae. Inga underarter finns listade i Catalogue of Life.